# Проект «Невиновность»
Innocence Project, Inc. — некоммерческая юридическая организация 501(c)(3). Занимается оправданием несправедливо осужденных с помощью ДНК-тестирования и других форм помощи после вынесения приговора, а также выступает за реформу уголовного правосудия для предотвращения судебных ошибок. Группа ссылается на исследования, согласно которым в Соединённых Штатах от 1 % до 10 % всех заключенных невиновны. Был основан в 1992 году Барри Шеком и Питером Нойфельдом, как часть группы юристов, которые входили в состав защиты по делу О. Джей. Симпсона.

## Миссия
Миссия проекта — «освободить невиновных людей, которые остаются в заключении, и провести реформу системы, ответственной за их несправедливое заключение».
Проект сосредоточен исключительно на апелляциях после вынесения приговора, в которых имеются доказательства ДНК, подлежащие тестированию или повторному тестированию. ДНК-тестирование возможно лишь в 5-10 % уголовных дел. Другие члены Innocence Network также помогают оправдывать тех, в чьих случаях ДНК-тестирование невозможно.
Помимо работы в интересах тех, кто мог быть неправомерно осужден за преступления на всей территории Соединённых Штатов, сотрудники проекта проводят исследования и занимаются защитой интересов, связанных с причинами неправомерных осуждений.
Усилия участников проекта иногда приводили к освобождению людей, осужденных к смерти. Успех проекта усилил сопротивление американцев смертной казни и, вероятно, стал фактором, повлиявшим на решение некоторых американских штатов ввести мораторий на смертную казнь.
В деле Окружной прокурор против Осборна (2009) председатель Верховного суда США Робертс написал, что оспаривание приговора «ставит под сомнение нашу систему уголовного правосудия и наши традиционные представления об окончательности, которые лучше оставить выборным должностным лицам, чем федеральным судьям». В своем мнении другой судья написал, что судебная экспертиза имеет «серьезные недостатки». Робертс также сказал, что ДНК-тестирование после вынесения приговора рискует «ненужным образом разрушить устоявшуюся систему уголовного правосудия».
По состоянию на июнь 2018 года проект «Невинность» получает 55 % своего финансирования за счет частных пожертвований, 16 % — от фондов, 16 % — от мероприятий, 8 % — от инвестиций и оставшиеся 5 % — от корпораций, университета Йешива и других источников.

## Работа
В проекте участвуют кандидаты в окружные прокуроры, намеренные совершенствовать систему изнутри и адвокаты, помогающие неимущим бесплатно. Им недоплачивают, они перегружены работой, отказываются от больших денег мира крупных корпораций и проигрывают большинство дел. Тем не менее, эта работа имеет смысл, поскольку помогает защитить людей, изначально лишенных многих возможностей в жизни.